# Gare d'Hanzinne
La gare d’Hanzinne est une ancienne gare ferroviaire belge de la ligne 138, de Châtelet à Florennes, située à Hanzinne, ancienne commune rattachée à celle de Florennes, dans la province de Namur en Région wallonne.

## Situation ferroviaire
Établie à 206 mètres d’altitude, la gare d’Hanzinne était située au point kilométrique (PK) 16,8 de la ligne 138, de Châtelet à Florennes-Est entre le point d’arrêt d’Hymiée et la gare d'Oret.

## Histoire
La Compagnie du chemin de fer de Morialmé à Châtelineau livre à l’exploitation le 14 juin 1855 une ligne industrielle aboutissant aux mines de Morialmé, près d’Oret.
Devenue par fusion la Compagnie de l'Est belge, puis le Grand Central Belge, la ligne est prolongée vers Florennes et Givet puis reprise par les Chemins de fer de l'État belge (future SNCB) en 1897.
La ligne ferme aux voyageurs le 9 mars 1959. La gare est démolie à une date inconnue et le service des marchandises est supprimé entre Gerpinnes et Oret en 1966. Le reste de la ligne 138 est abandonné entre 1978 et 2016.
Comme toutes les gares d’origine de la ligne bâties avant 1862, elle est dotée d’un fort petit bâtiment des recettes sans étage de trois travées sous bâtière dont la travée médiane, la porte d'entrée, est décalée sur la droite côté rue. Bâti à quelques mètres du château de Mr Beaurain, ce bâtiment a été démoli depuis et les jardins du château agrandis sur ses emprises.